# Lambdobregma schwarzii
Lambdobregma schwarzii är en stekelart som först beskrevs av William Harris Ashmead 1896.  Lambdobregma schwarzii ingår i släktet Lambdobregma och familjen hoppglanssteklar. Inga underarter finns listade i Catalogue of Life.